# グローバルサーチ
アドリブ株式会社（旧グローバルサーチ）は、デジタルマーケティング事業、インターネットメディア事業を行っている企業である。本社所在地は東京都中央区のDaiwa銀座アネックス。代表取締役社長は岩渕浩輔。

## 沿革
- 2007年
  - 2月 - 株式会社グローバルサーチを設立。インターネット広告代理事業を開始
- 2008年
  - 2月 - 不動産売却ナビゲーションを開始
  - 8月 - 賃貸経営ナビゲーションを開始
- 2009年
  - 2月 - 転職ナビゲーションを開始
  - 8月 - スマートマリッジを開始
- 2010年
  - 2月 - 「賃貸経営.com」を開始
  - 4月 - 「Smart LPO」をリリース
  - 9月 - 「ブックスナイパー」を開始
  - 10月 - 「不動産活用ジャーナル」を開始
  - 11月 - 「Smart EFO」をリリース

## 主な事業
- WEBマーケティング事業
  - リスティング広告をはじめ、アフィリエイト広告、DSP広告、ソーシャルメディアマーケティング、SEOなど、インターネットにおけるWEBマーケティング施策全般を行っている。
- WEB制作事業
  - サイト制作、サイト改修、LP（ランディングページ）制作など、幅広くサービスを扱っている。
- WEBソリューション事業
  - 独自に開発した様々なマーケティングツールを提供
- メディア事業
  - 比較サイトを中心に事業展開を行っている。
不動産情報サイト：イエカレ

## 社会貢献加盟団体
アドリブ株式会社では社会貢献として以下の団体、活動に協力・支援をしている。
- 国連UNHCR協会
- 日本赤十字社

## 資格・免許
- Yahooプロモーション広告 正規代理店 <一つ星>[2]
- Googleプレミアムパートナー
  - 得意分野[3]。
    - AdWords の高度なサポート
    - Google での広告掲載
    - オンライン マーケティング プラン
    - モバイル広告と動画広告
    - 拡張ウェブサイト
- プライバシーマーク認定　登録番号21000809(02)[4]